# Philip Schulz (Radsportler)
Philip Schulz (*  3. Oktober 1979 in Kaiserslautern) ist ein deutscher Radrennfahrer.

## Leben
Philip Schulz fuhr in seiner Karriere für verschiedene UCI Continental Teams: Im Jahr 2006 bei Notebooksbilliger.de, 2007 bei der belgischen Mannschaft Yawadoo-ABM-TV Vlaanderen  sowie 2010 bis 2011 für das Team Colba-Mercury. Nach der Saison 2013 beendete er seine Radsportkarriere.
Schulz wurde bei den  rheinland-pfälzischen Landesmeisterschaften am 4. Mai 2008 in Bundenthal positiv auf eine Dopingsubstanz getestet und für zwei Jahre von allen sportlichen Tätigkeiten gesperrt. Daraufhin berichtete Philip Schulz in der ARD-Sportschau und dem WDR-Magazin Sport Inside im Februar 2009 über Dopingpraktiken im Radsport und machte als erster deutscher Radsportler nach Jörg Jaksche und Patrik Sinkewitz von der NADA-Kronzeugenregelung  Gebrauch. Er  wurde von NADA und BDR offiziell als Kronzeuge anerkannt und seine Sperre wurde auf ein Jahr bis Ende 2009 reduziert. Seine Aussagen führten zu umfangreichen Ermittlungen insbesondere in Rheinland-Pfalz mit direkten sportrechtlich- und juristischen Konsequenzen beteiligter Sportler.